# Blas Pérez
Blas Antonio Miguel Pérez Ortega (* 13. března 1981) je panamský fotbalový útočník, momentálně hrající za guatemalský klub CSD Municipal.
S panamskou reprezentací se zúčastnil Gold Cupu 2011 a Středoamerického poháru 2014, 2013 a 2011.